# Our Love (Caribou)
Our Love è il sesto album in studio del musicista canadese Caribou, pubblicato nel 2014.

## Tracce
Edizione standard
1. Can't Do Without You – 3:56
2. Silver – 5:16
3. All I Ever Need – 3:52
4. Our Love – 5:34
5. Dive – 2:06
6. Second Chance – 4:00
7. Julia Brightly – 2:03
8. Mars – 5:45
9. Back Home – 3:33
10. Your Love Will Set You Free – 5:47

Edizione estesa
1. Can't Do Without You (Extended Mix) – 6:34
2. Your Love Will Set You Free (C2's Set U Free Remix) – 6:42
3. Second Chance (Cyril Hahn Edit) – 4:46
4. Mars (Head High's Core Remix) – 4:54
5. Mars (Head High's Venus Remix) – 5:39
6. Our Love (Daphni Remix) – 7:08
7. Can't Do Without You (Tale of Us & Mano Le Tough Remix) – 7:37